# Мадьер
Мадье́р (фр. Madière) — коммуна во Франции, находится в регионе Юг — Пиренеи. Департамент коммуны — Арьеж. Входит в состав кантона Западный Памье. Округ коммуны — Памье.
Код INSEE коммуны — 09177.

## Население
Население коммуны на 2008 год составляло 203 человека.
| 1962 | 1968 | 1975 | 1982 | 1990 | 1999 | 2008 |
| ---- | ---- | ---- | ---- | ---- | ---- | ---- |
| 189  | 208  | 170  | 158  | 172  | 184  | 203  |

## Экономика
В 2007 году среди 117 человек в трудоспособном возрасте (15—64 лет) 86 были экономически активными, 31 — неактивными (показатель активности — 73,5 %, в 1999 году было 67,3 %). Из 86 активных работали 81 человек (47 мужчин и 34 женщины), безработных было 5 (0 мужчин и 5 женщин). Среди 31 неактивных 9 человек были учениками или студентами, 10 — пенсионерами, 12 были неактивными по другим причинам.